# کریستوفر هیردال
کریستوفر هیردال (انگلیسی: Christopher Heyerdahl؛ زادهٔ ۱۸ سپتامبر ۱۹۶۳) یک هنرپیشه اهل کانادا است.
از فیلم‌ها یا برنامه‌های تلویزیونی که وی در آن نقش داشته است می‌توان به گرگ و میش: سپیده‌دم - قسمت اول، گرگ و میش: سپیده‌دم - قسمت دوم، ، زن گربه‌ای، گرگ و میش: ماه نو، گوتیکا، رنج، صدا زدن، جهنم متحرک و یک بزرگراه رو تمیز کن اشاره کرد.